# Ursel Peter
Ursel Peter (* 8. August 1923 in Weigelsdorf, Tschechoslowakei; † 31. Januar 1970 in Linz) war eine österreichische Dichterin.
Ihre Gedichte fanden vor allem bei den Heimkehrern aus dem Zweiten Weltkrieg Anklang. Als NS-belastet wurde die Lehrerin nach 1945 vom Dienst suspendiert und arbeitete zeitweilig als Hilfsarbeiterin. 1951 erhielt sie am Wohnsitz der Eltern im oberösterreichischen Frankenmarkt wieder eine Anstellung als Lehrerin. Sie publizierte vorwiegend in rechtsextremistischen Verlagen.
Peter schrieb gefühlsbetonte und stark volkstümelnde Gedichte. Nach einer Erkrankung starb sie 1970.

## Werke
- Wach auf, mein Volk! Ausgewählte Gedichte, zusammengestellt von Rudolf Nowotny. Türmer-Verlag, Berg/Starnberger See, 1978.
- 42 Deutsche Gedichte, ausgewählt und eingeleitet von Hans Grimm. Klosterhaus-Verlag, Lippoldsberg 1960.
- 52 Deutsche Gedichte, o. O., o. J.
- Nachgelassene Gedichte. Oberösterreichischer Landesverlag, Linz 1970.
- Wohin gehst du mein Volk?, o. O., o. J.
- Bekenntnis: ungedruckte Gedichte aus dem Nachlass. Ledermüller, München 1975.